# Genhe
Cette page contient des caractères spéciaux ou non latins. S’ils s’affichent mal (▯, ?, etc.), consultez la page d’aide Unicode.
Genhe (mongol : ᠭᠡᠭᠡᠨ
ᠭᠣᠤᠯ
ᠬᠣᠲᠠ, VPMC : Gegen ɡoul xota, cyrillique : Гэгээнгол хот, MNS : Gegeengol Khot ; chinois : 根河市 ; pinyin : Gēnhé shì, littéralement : ville de la rivière Gegeen/Gen) est une ville-district de la région autonome de Mongolie-Intérieure en Chine. Elle est placée sous la juridiction administrative de la ville-préfecture de Hulunbuir.

## Géographie
Elle est située dans la forêt de type taïga au milieu de collines du Grand Khingan. Le centre urbain est bordé au sud par la rivière Gegen (zh) (mongol : ᠭᠡᠭᠡᠨ
ᠭᠣᠤᠯ, VPMC : Gegen ɡoul) ou Gen (chinois : 根河 ; pinyin : Gēnhé).
Elle comporte également le Comté de la minorité Evenki d'Aulunguya.

## Climat
Bien que Genhe se trouve à 50° de latitude Nord, latitude similaire a celle de la France, son climat est réputé pour être extrême. En effet, le climat de Genhe est subarctique. Les hivers sont extrêmement froids avec parfois des températures de −50 °C. Quant à eux, les étés sont doux avec parfois des périodes chaudes.

## Histoire
Sous la dynastie Qing, c'est une terre de chasse des Solons, une tribu evenk.
Sous la République de Chine, en 1920 ou 1921, y est établi le Xian de Shiwei (zh) (室韦县). En 1933, elle est divisée en Bannière gauche d'Ergun (zh)) (额尔古纳左旗) et Bannière droite d'Ergun (zh)) (额尔古纳右旗). En 1948, les deux bannières sont réunies sous la Bannière d'Ergun (zh)) (额尔古纳旗).
Sous la République populaire de Chine, en 1966, elle est de nouveau divisée en bannière gauche et droite. En 1994, les bannières perdent leur statut de et prennent le statut de villes. Le 18 août, la bannière gauche devient la ville-district de Genhe, à l'emplacement de la garnison du village Genhe, sur la rivière gen, tandis que la bannière droite devient le centre-ville de la ville-préfecture d'Ergun.

## Activités
La place principale, située au milieu de la ville, est en deux parties, l'une au bord du canal se jetant dans la rivière Gen, bordé au Sud par la route Xing'an (兴安路) et l'autre, comportant un écran géant, bordée au Nord par la route Zhongyang (中央路), rue principale qui traverse la ville d'Est en Ouest. La population vient y pratiquer le guangchang wu soir et matin, et diverses autres activités pour les enfants y sont présentes ; manèges, cycles, etc.

## Démographie
La population du district était de 175 735 habitants en 1999.

## Économie
La région produit des baies et des produits à base de cervidés (lait, alcool, etc.) et d'écorce, selon les traditions des evenks.

## Transport
Le centre-ville comprend une gare ferroviaire située sur la ligne ferroviaire Yalin (zh) (牙林铁路).
La route provinciale S301 part à l'ouest du centre-ville en direction d'Ergun de et au sud-est[Quoi ?], en direction du district de Jiagedaqi, dans la province du Heilongjiang.
Un aéroport est situé à proximité de la ville.